# David Turnbull (Physiker)
David Turnbull (* 18. Februar 1915 in der Nähe von Kewanee in Illinois, USA; † 28. April 2007 in Cambridge in Massachusetts, USA) war ein amerikanischer Physiker und Materialwissenschaftler. Er ist bekannt für seine wegweisenden Arbeiten zur Kinetik von Phasenübergängen in Festkörpern, der Keimbildung in Schmelzen und dem Wachstum von Kristallen, der Diffusion in Metallen und der Glasbildung.

## Leben
David Turnbull wurde auf der Farm seiner Eltern in Illinois geboren. 1936 erwarb er einen Bachelor of Science am Monmouth College und schloss sein Studium der physikalischen Chemie an der University of Illinois in Urbana 1939 mit dem PhD-Titel ab. Nach einigen Jahren am Case Institute of Technology in Cleveland Ohio arbeitete er von 1946 bis 1962 am Forschungsinstitut von General Electric in Schenectady, wo er die Abteilung für chemische Metallurgie leitete. 1953 wurde er Fellow der American Physical Society. 1962 wurde er Professor für angewandte Physik an der Harvard-Universität in Cambridge, wo er 1985 emeritiert wurde. David Turnbull verstarb am 28. April 2007 in seinem Haus in Cambridge.

## Ehrungen
David Turnbull war einer der ersten Träger des Von Hippel Awards der amerikanischen Materials Research Society und seit 1968 Mitglied sowohl der American Academy of Arts and Sciences als auch der National Academy of Sciences. Weitere Preise:
- Japan-Prize
- Acta Metallurgica Gold Medal
- James C. McGroddy Prize for New Materials
- Franklin Medal
- Hume-Rothery Award

Die Materials Research Society vergibt jedes Jahr auf ihrer Herbstversammlung die David-Turnbull-Lectureship, einen Preis „zur Würdigung der Karriere eines Wissenschaftlers, der außergewöhnliche Beträge für das Verständnis von Materialeigenschaften und -phänomenen geleistet hat – durch Forschung, Publikation und Lehre, nach dem Vorbild des Lebenswerks von David Turnbull.“